# Lucilina ceylonica
Lucilina ceylonica is een keverslakkensoort uit de familie van de Chitonidae. De wetenschappelijke naam van de soort is voor het eerst geldig gepubliceerd in 1936 door Leloup.